# 連合・進歩・民主主義
連合・進歩・民主主義（スペイン語: Unión, Progreso y Democracia、略称:UPD、UPyD)は、2007年に結成されたスペインの進歩主義、社会自由主義政党。結党後初めて行われた2008年3月8日の総選挙では、全国で303,246票（得票率1.2%）を獲得、党の共同設立者で元スペイン社会労働党所属のロサ・ディエスのみがスペイン下院議員に当選した。
元々バスク州の反ETAを標榜する市民団体にルーツを持つが、現在では全国規模で支持を呼び掛けている。哲学者のフェルナンド・サバテールの他、同じく哲学者のカルロス・マルティネス・ゴリアランや小説家のアルバロ・ポンボらが結党の際、発起人を務めた。
2008年末までに、9000名以上が入党したと発表。

## 起源

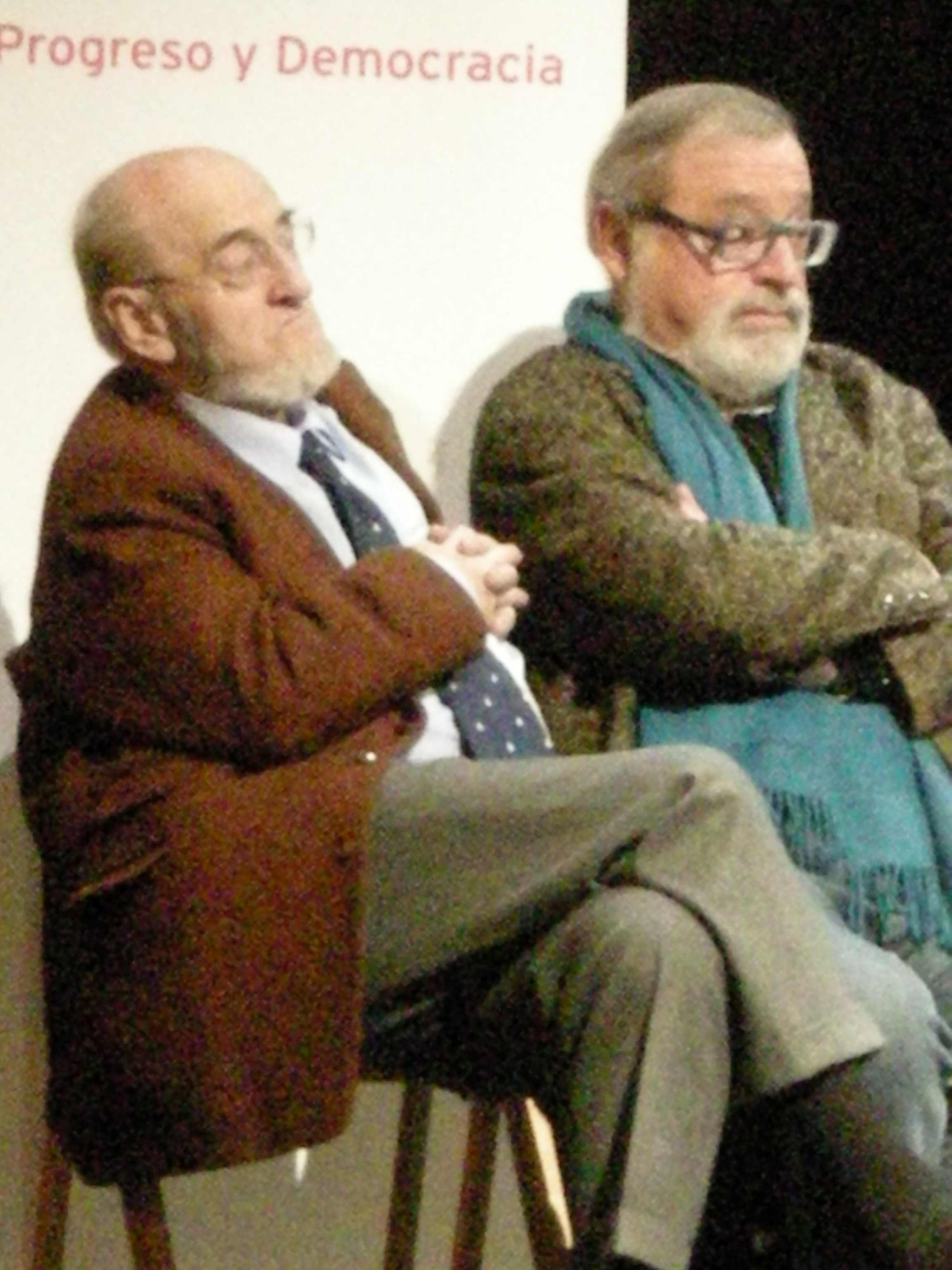
アルバロ・ポンボ（左）フェルナンド・サバテール（右）（連合・進歩・民主主義の集会にて）

2007年5月17日、二大国政政党（国民党及び社会労働党）への対抗を目的に、新党設立の必要性と可能性を議論すべく、45名がサン・セバスティアンに参集。
この集会では出席者の殆どがバスク人で、かつその多くが労働組合や市民団体で長らく活動してきた左派やリベラル系であった。集会の後、広範な社会的政治的プロジェクトを創出すべく、その第一歩として政治組織を旗揚げし、国政レベルでの新党立ち上げを求める、民主主義的な政治的志向を持つ国民を幅広く組織することとした。
なお、当初掲げていた目的は以下の通りである。
- ETA並びに如何なる形態のテロリズムにも反対
- スペインの民主主義を刷新
- 偏狭な民族主義に反対
- 1978年制定のスペイン憲法を改正し、市民的自由や法の下の平等などを拡充

政治組織立ち上げの後、断続的に参加者があったが、最終的には同年9月29日にマドリードのカサ・デ・カンポで開かれた集会にて、新党である連合・進歩・民主主義が発足した。

## イデオロギー

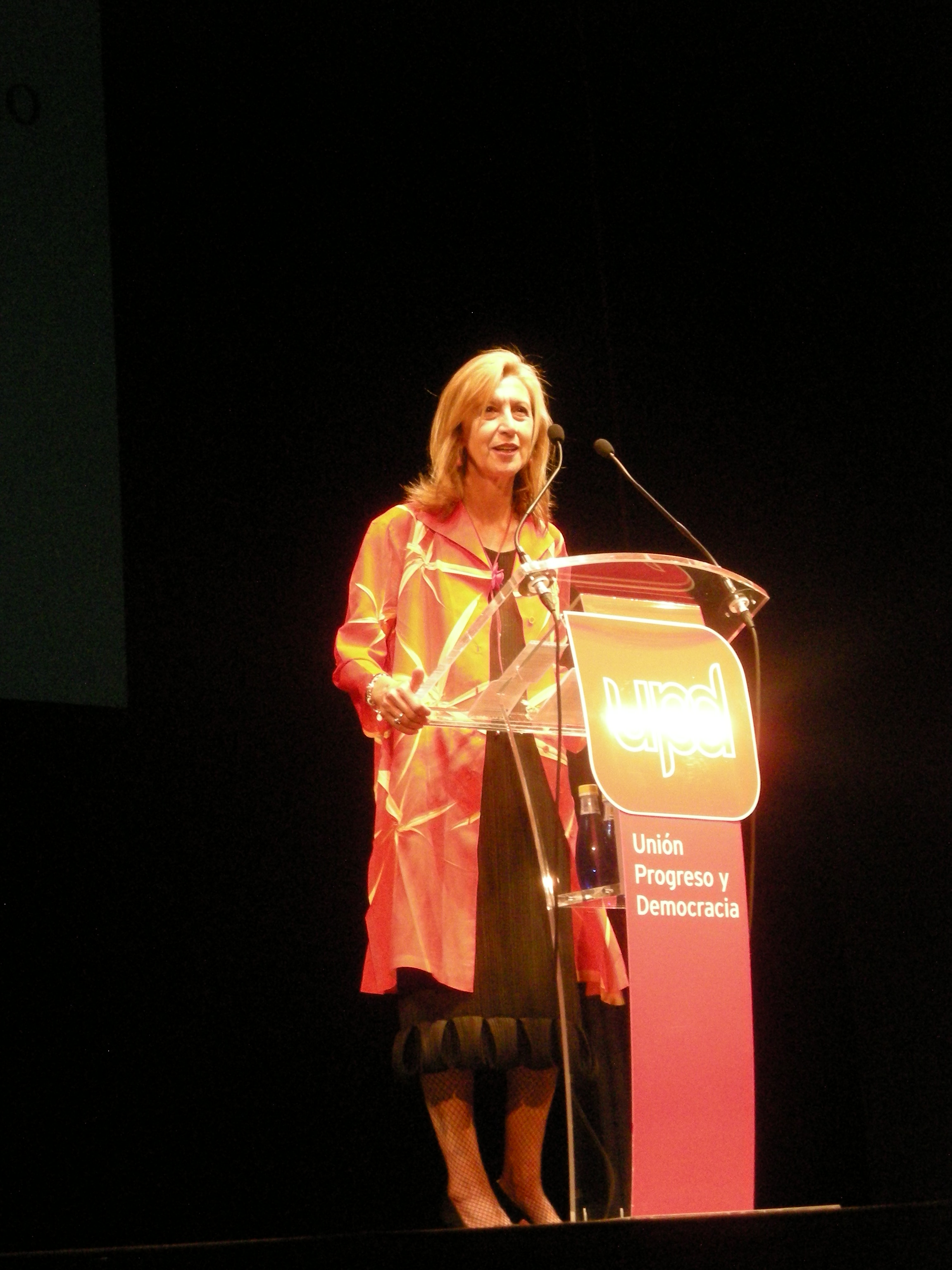
党集会でのロサ・ディエス

上述の通り、前身の政治組織には左派・リベラル系が多数参加していたものの、党自身は左右両派の何れにも与しない立場を採っている。具体的には、既存のイデオロギーによるレッテルを超えた「進歩主義」を標榜している。なお、結党当初のマニフェストの前文では、党の性格について次のように規定している。
我々はまず、革命的な前提から入ることにする。つまり、市民は左右両派の何れの状態で生まれた訳でも無ければ、おしめをして党員証を持っている訳でも無いということである。臆病者に不快感を与える覚悟を犯してもっと言えば、市民が自分達自身のために考え、その結果、政党の政策なり歴史的状況の認識なりに合わせて選択することができると考えているのである。それ故、既に既成政党に失望しているのならば、何人も同じやり方で投票させられたり、既存の政治的選択肢に従う必要は無い。批判者に楯突くために身のない議論を吹っ掛ける人々には本当に残念だが、左右何れかに規定することが我々にとって大きな問題ではない。（中略）この誤った二項対立を回避すべく、左右に代えて進歩主義を宣言しようではないか
スペイン国内には各種地域主義・民族主義運動が多く知られているが、党は如何なるナショナリズムにも反対しており、ヨーロッパ域内では最も地方分権的な自治州こそ、個人の諸権利が最早保証されないよう、国家権力を弱体化させてきたとしている。そのため、各地域に対する国家の特権的地位の回復を求めている一方で、同時に欧州レベルのナショナリズムとも対立。国民国家なるシステムが最早説得力を持ち得ない中、単なる諸国家による国際機関としてではなく、市民権に基づく欧州連邦の創設を目指す。
また、左右両派の概念・思想を包含する「横断線主義」を掲げた、社会自由主義的な包括政党としての色合いも強い。
具体的には、次のような案件を主として提起している。
1. 1978年のスペイン憲法のうち、以下の3点を中心に改正する
  1. 自治州のあり方を抜本的に見直し、国家と自治州両方の機能なり責任なりを明確にした上で、こうした機能を自治州や自治体に委ねないことをはっきりとさせる。憲法に特定の独立した自治体の「歴史的諸権利」の削除を追加
  2. 権利や義務を個別に改善・強化し、これらを領土的、言語的、イデオロギー的、宗教的に不平等が無きよう、全国民に対して平等に定義
  3.  権力分立を改善し、立法や行政を尊重しつつも司法の権限を強化。全国の司法制度の結束を固め、法廷の独立性を保証し、立法府に対する依存を排除

1. 世俗主義の強化

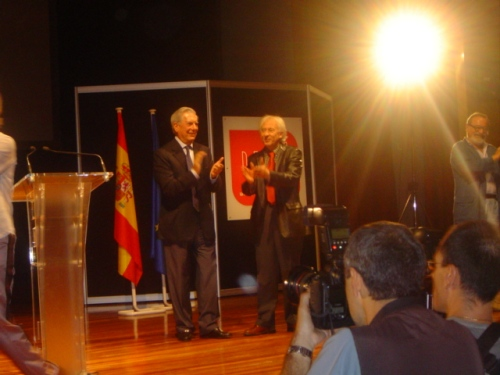
結党大会の模様

2. 選挙法を改正し、選挙区や議席の配分を再考。現行の制度では一方は二大国政政党に、他方は民族主義政党に有利となっている（2008年の総選挙が50の県とセウタ・メリージャによる県単位の選挙区ではなく、全国区のみで行われていれば、ユニオン、進捗と民主主義は4議席を獲得していた[6]）
3. 世俗主義並びに科学的方法を振興させるなど、公教育の質を向上。国内であればどこでも、スペイン語で学べるよう法律で保証し、これを公用語として普及させる。ただし、複数の言語が並存する場合は、これを保護し利用する
4. 非拘束名簿式の他、首相や自治州首相、自治体首長の各選挙に直接選挙を導入するなど、民主主義の刷新を図る。また、選挙結果を歪める連立政権を防ぐのみならず、党財政の透明化を進め、政財界の癒着を断ち切る
5. 対テロ対策を強化、具体的にはETAの排除を強調。当該団体による暴力活動との対決はもとより資金提供をシャットアウト、政治的イデオロギー的正当化を阻止
6. 経済的社会的対策を講じ、格差を是正
7. 移民に関しては、宗教的原理主義に道を開き兼ねない文化相対主義ではなく、国家がその出自を問わず、何人にも共通の世俗的かつ市民的価値を広げる役割を有する。外交問題では、欧州連合の強化を支持

## 選挙

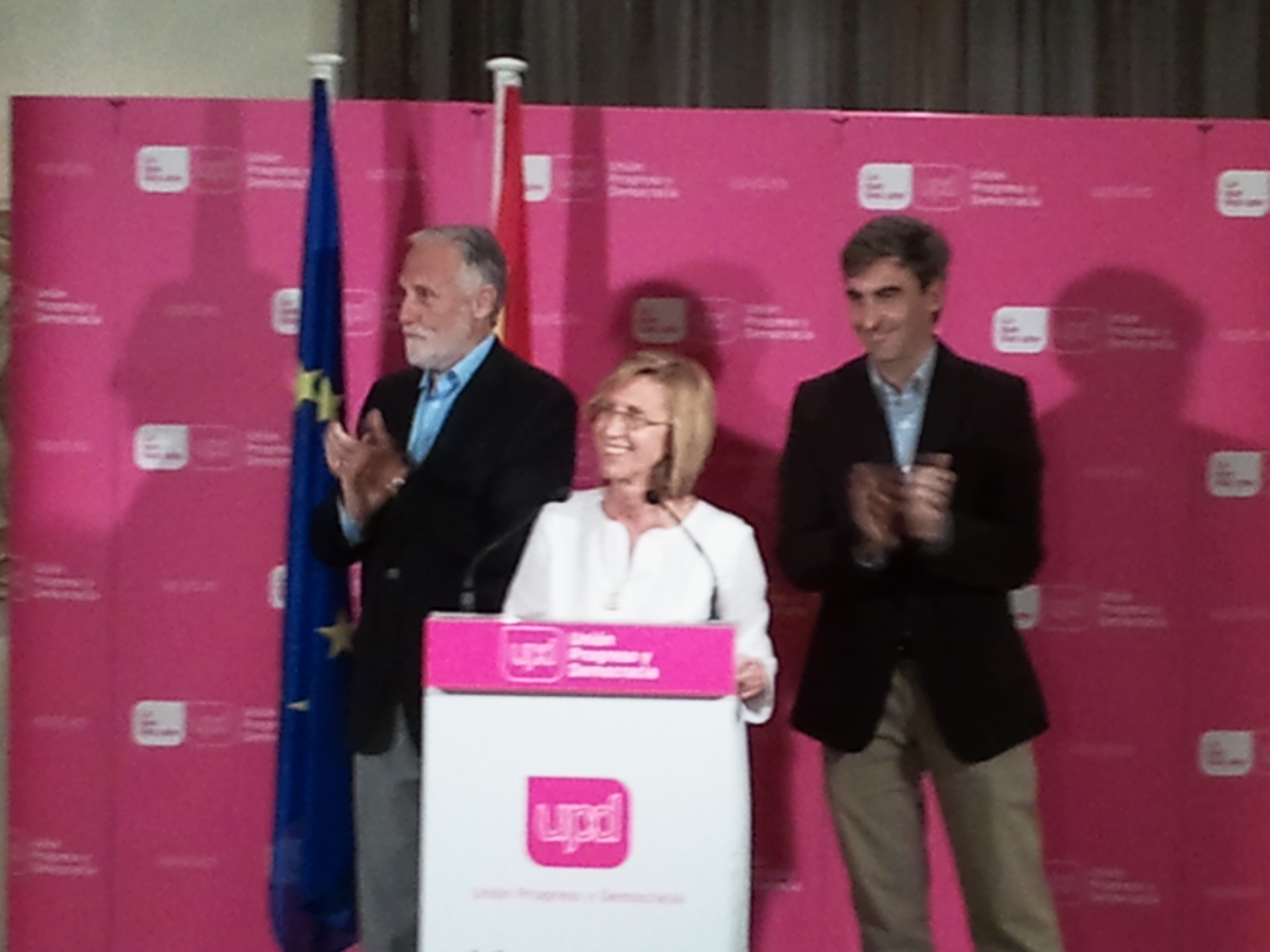
連合・進歩・民主主義から出馬した候補者

結党直後に行われた2008年の総選挙で、スポークスパーソンを務めるロサ・ディエスが初当選を果たす。ディエスはマドリード選挙区から出馬し、得票率は3.74%であった。他の候補者には作家のアルバロ・ポンボやカルロス・マルティネス・ゴリアランがいるが、両名とも議席の獲得は成らなかった。
2009年には、欧州議会議員選挙（フランシスコ・ソーサ・ワグネル）及びバスク州議会選挙（アラバ県選出のゴルカ・マネイロ・ラバイェン）で議席を獲得。なお、欧州議会では無所属グループに属する。
2011年、ルイス・デ・ベラスコ・ラミ他7名がマドリード州議会選挙で当選を果たし、議会第4党となった。また、同年の地方議会選挙ではマドリード以外にも、ブルゴス、アビラ、グラナーダ、アリカンテそしてムルシアの各都市で議席を獲得。そして、総選挙では4番目に得票率の多い1,140,242票を獲得、5議席に躍進した。

## 選挙結果
※議席を獲得した選挙のみを記す
| 年   | 選挙             | 得票数    | %    | 議席 | 筆頭候補者                     | 備考                                                                                            |
| ---- | ---------------- | --------- | ---- | ---- | ------------------------------ | ----------------------------------------------------------------------------------------------- |
| 2008 | 総選挙           | 306,079   | 1.19 | 1    | ロサ・ディエス                 | マドリード選挙区（es）：132,095票（3.74％）、1議席                                              |
| 2009 | 欧州議会議員選挙 | 451,866   | 2.85 | 1    | フランシスコ・ソーサ・ワグネル |                                                                                                 |
| 2011 | 地方自治体選挙   | 464,824   | 2.06 | 152  | –                              |                                                                                                 |
| 2011 | 総選挙           | 1,143,225 | 4.70 | 5    | ロサ・ディエス                 | マドリード選挙区：347,354票（10.30%）、4議席、 バレンシア選挙区（es）：84,394票（5.93%）、1議席 |
| 2014 | 欧州議会議員選挙 | 1,015,994 | 6.50 | 4    | フランシスコ・ソーサ・ワグネル |                                                                                                 |
| 2015 | 地方自治体選挙   | 232,917   | 1.04 | 129  | –                              |                                                                                                 |

なお、2009年の欧州議会議員選挙では、32の県都で3番目に多い得票数を記録
| 年   | 選挙                     | 得票数  | %    | 議席 | 筆頭候補者                   |
| ---- | ------------------------ | ------- | ---- | ---- | ---------------------------- |
| 2009 | バスク州議会選挙         | 22,233  | 2.15 | 1    | ゴルカ・マネイロ・ラバイェン |
| 2011 | マドリード州議会選挙     | 189,055 | 6.32 | 8    | ルイス・デ・ベラスコ・ラミ   |
| 2012 | アストゥリアス州議会選挙 | 18,739  | 3.75 | 1    | イグナシオ・プレンデス       |
| 2012 | バスク州議会選挙         | 21,539  | 1.94 | 1    | ゴルカ・マネイロ・ラバイェン |